# Frasselt

Lage von Frasselt in Kranenburg

Frasselt ist ein Ortsteil der Gemeinde Kranenburg im Kreis Kleve. Der Ort hat 487 Einwohner.

## Verkehr

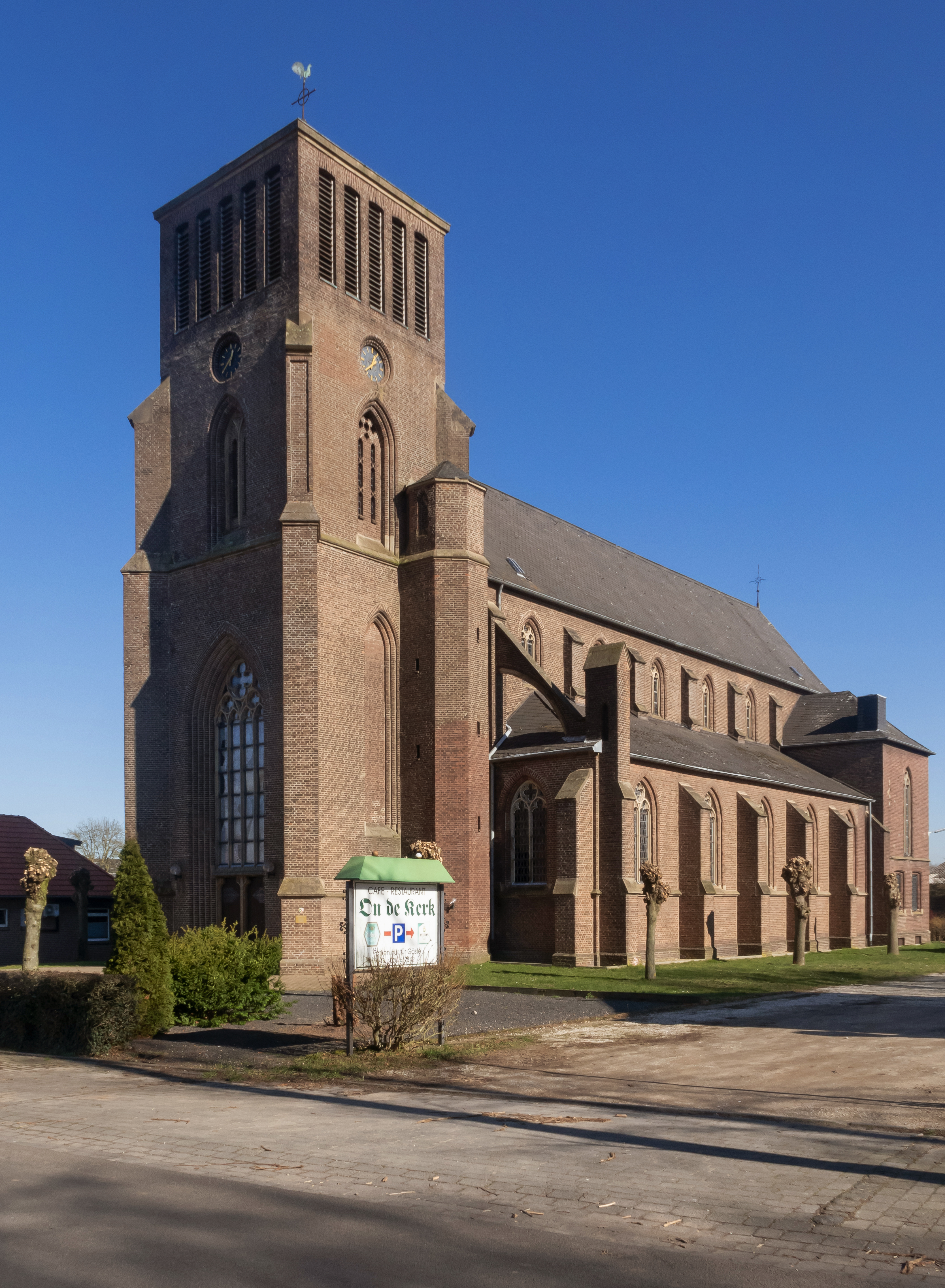
Kirche St. Antonius

Neben dem Ort verläuft die Bundesstraße 504. Busse der Verkehrsgemeinschaft Niederrhein (VGN) bzw. seit Januar 2012 des VRR verbinden den Ort mit der Linie 55 zu den umliegenden Ortschaften.

## Geschichte

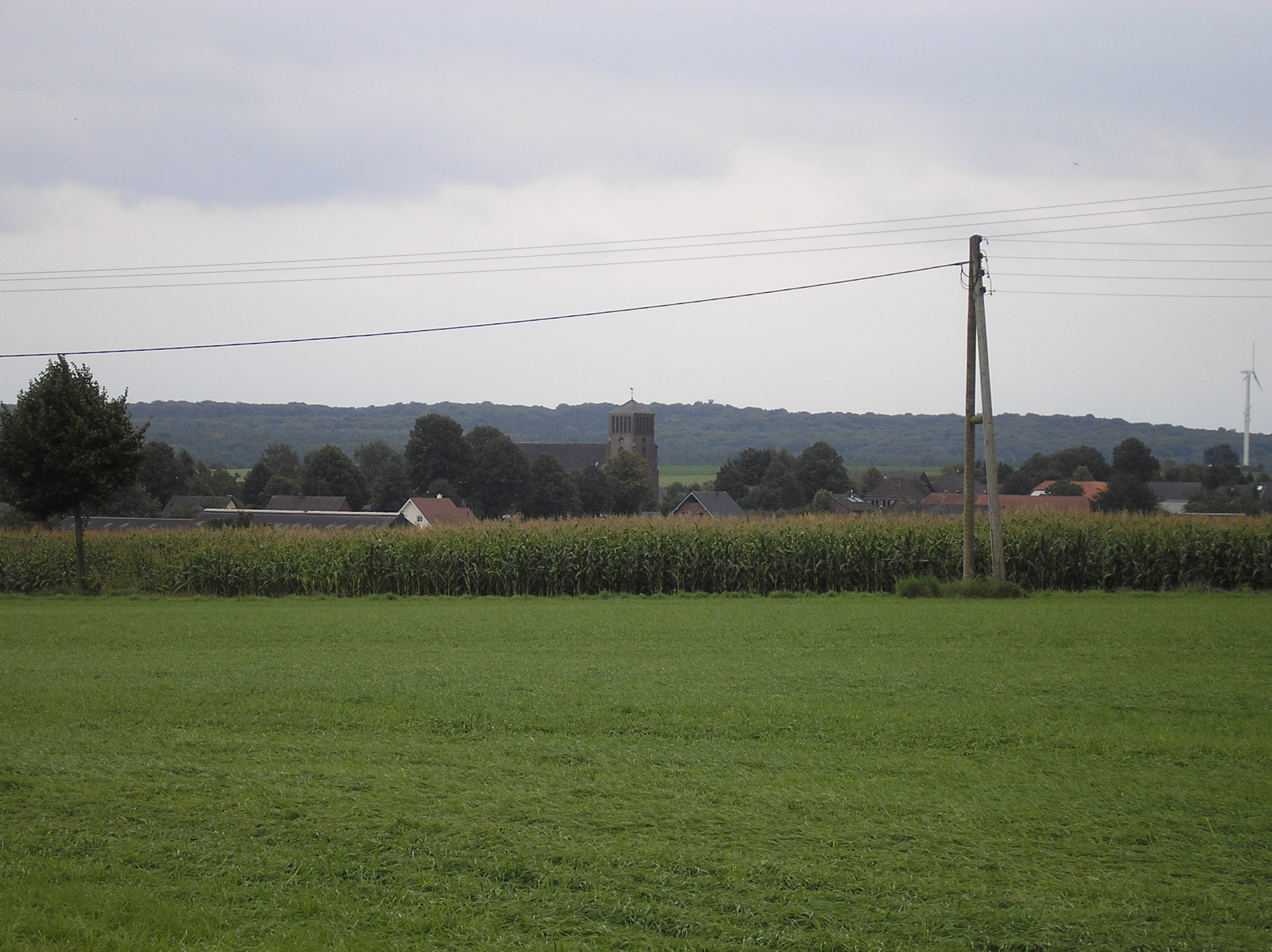
Gesamtansicht von Frasselt

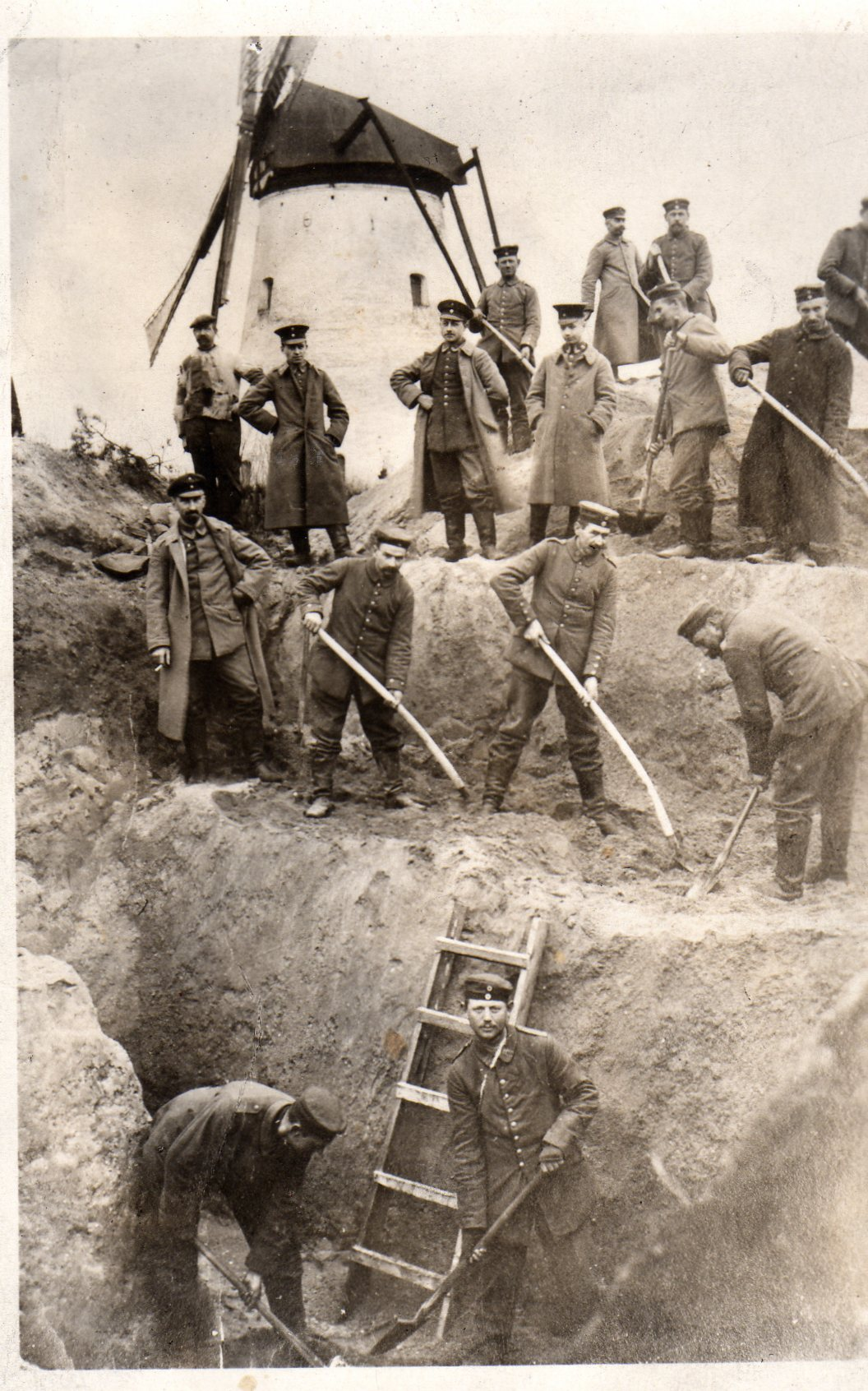
Die Windmühle auf dem Frasselter Berg während des Ersten Weltkrieges

Archäologische Funden belegen, dass die Gegend von Frasselt schon in fränkischer Zeit besiedelt war. Im Lauf des Mittelalters muss die Gegend aber wieder bewaldet sein, denn 1297 bezeichnet der Name „Vraslo“ einen Teil des Reichswaldes. Erstmals urkundlich erwähnt wurde diese Siedlung in geldrischen Quellen 1343/44 („apud Vraetsen in nemore imperiali“), in klevischen Quellen erst ca. 1371/78 „ter Vrasant“.
Frasselt entstand im 14. Jahrhundert als klevisch-geldrische Doppelrodung. Der Ort wurde als Waldhufendorf am Nordrand des Reichswaldes angelegt. Eine kurz nach 1800 erbaute Windmühle auf dem Frasselter Berg wurde 1920 abgebrochen. 1860–1862 wurde die Pfarrkirche St. Antonius errichtet – ein schlichter neugotischer Bau, der im Inneren durch Wandmalereien geprägt ist.
Der 1944 von deutschen Truppen gesprengte Kirchturm wurde nach dem Zweiten Weltkrieg vereinfacht wiedererrichtet. Im nahegelegenen Klever Reichswald und im Umfeld des Ortes fand im Februar 1945 die Schlacht im Reichswald statt. Danach konnten die Alliierten bei Wesel einen Brückenkopf über den Rhein schlagen und somit das Ruhrgebiet einnehmen.